# Parabasis
Parabasis är ett släkte av fjärilar. Parabasis ingår i familjen tandspinnare.
Kladogram enligt Catalogue of Life:
| Parabasis | \| \| Parabasis felixi \| \| \| \| \| \| Parabasis pratti \| \| \| \| |
|           | \| \| Parabasis felixi \| \| \| \| \| \| Parabasis pratti \| \| \| \| |
|           | Parabasis felixi                                                      |
|           |                                                                       |
|           | Parabasis pratti                                                      |
|           |                                                                       |